# Leila Rachid de Cowles
Leila Rachid de Cowles (Asunción, Paraguay, 30 de marzo de 1955) es una diplomática paraguaya.

## Biografía
Rachid estudió Diplomacia en la Facultad de Ciencias Políticas y Diplomáticas de la Universidad Católica Nuestra Señora de la Asunción, egresando con honores (1973-1976). Posteriormente obtuvo un Diploma de Especialización en Agentes Diplomáticos y Consulares en la Sociedad de Altos Estudios Internacionales de Madrid, España (1977/1978), un Diploma de Especialización en Sociología Política en el Centro de Estudios Constitucionales de Madrid, España (1978/1979) y, finalmente, un Doctorado en Ciencias Políticas en la Facultad de Sociología y Ciencias Políticas de la Universidad Complutense de Madrid, España (1977-1979) con una tesis doctoral sobre la “Declaración de Persona No Grata” con el Prof. Dr. Don Antonio Truyol y Serra.
Durante el gobierno de Nicanor Duarte Frutos se desempeñó como Ministra de Relaciones Exteriores del Paraguay (15 de agosto de 2003 al 21 de agosto de 2006).